# Nekodirajuća RNK
Nekodirajuća RNK (nkRNK, ncRNA) je funkcionalna RNK koja se ne translira u protein. Ređe korišteni sinonimi su RNK koja ne kodira protein (npkRNK, npcRNA), neinformaciona RNK (niRNK, nmRNA) i funkcionalna RNK (fRNK, fRNA). Termin mala RNK (mRNK, sRNA) se često koristi za kratke bakterijske ncRNA molekule. DNK sekvenca sa koje se nekodirajuća RNK transkribuje se često naziva RNK gen.
Nekodirajući RNK geni obuhvataju visoko rasprostranjene i funkcionalno važne RNK molekule kao što su transfer RNK (tRNK) i ribozomalna RNK (rRNK), kao i RNK poput snoRNA, mikroRNK, ,  i duge ncRNA, koje obuhvataju primere poput Xist i HOTAIR. Broj ncRNA molekula kodiranih unutar ljudskog genoma nije poznat, međutim nedavne transkriptomske i bioinformatičke studije sugeriraju postojanje hiljada ncRNA molekula. Funkcija mnogih novo identifikovanih ncRNA molekula nije potvrđena, tako da je moguće da znatan broj njih nije funkcionalan.

## Spoljašnje veze
- Sveobuhvatna baza podataka sisarske
- baza podataka